# Ralf Blank
Ralf Blank (* 12. November 1962 in Schwerte) ist ein deutscher Historiker, Archiv- und Museumsleiter.

## Leben
Blank studierte Geschichte, Ur- und Frühgeschichte und Klassische Archäologie in Münster, Köln und Bochum, unter anderem bei Hans Mommsen und Ferdinand Seibt. Nach dem Magister artium über Albert Hoffmann, Gauleiter von Westfalen-Süd und Reichsamtsleiter in der Parteikanzlei, promovierte er mit einer Arbeit über Bombenkrieg, Rüstung und Kriegsalltag in Hagen während des Zweiten Weltkriegs. Seine Forschungsschwerpunkte umfassen die Historische Archäologie, das ausgehende 18. und frühe 19. Jahrhundert, die Revolution 1848/49, die Sozial- und Gesellschaftsgeschichte an der Heimatfront im Ersten und Zweiten Weltkrieg, die Gedenkkultur in der Nachkriegszeit, zur Entnazifizierung und Strafverfolgung von NS-Tätern sowie die Westfälische Landesgeschichte und die Stadt- und Regionalgeschichte. Zu Beginn der 1990er Jahre engagierte er sich als einer der ersten deutschen Historiker im Internet. Er war mehrere Jahre Redaktionsmitglied der wissenschaftlichen Fachforen H-Soz-u-Kult und H-Net sowie in der 1991 von Tim Berners-Lee gegründeten Virtual Library. Im Historischen Centrum Hagen leitete er seit 1998 die Abteilung Geschichte und Archäologie, seit 2012 ist er Fachdienstleiter Wissenschaft, Museen und Archive der Stadt Hagen, sowie Leiter der historischen Museen und des Stadtarchivs Hagen. Seit 2001 ist er Lehrbeauftragter für Zeitgeschichte an der Ruhr-Universität Bochum und seit Mai 2014 ordentliches Mitglied der Historischen Kommission für Westfalen.

## Publikationen (Auswahl)
Monographien
- Hagener Archivstücke. 111 ausgewählte Schriftquellen zur Stadtgeschichte. Essen 2022, ISBN 978-3-8375-2540-3.
- mit Karl-Peter Ellerbrock: Die Accumulatoren Fabrik AG. Vom Pionierunternehmen zum Weltkonzern VARTA. Batterien aus Hagen 1887-2021. Münster 2022, ISBN 978-3-402-24819-5.
- mit Felicitas Schmieder und Uta Kleine: Hagen. Eine moderne Stadtgeschichte. Paderborn u. a. 2021, ISBN 978-3-657-79197-2.
- mit Andreas Korthals und Marcus Weidner: Hagen 15. März 1945. Zerstörte Stadt, Besetzung und Kriegsverbrechen. Essen 2020, ISBN 978-3-8375-2245-7.
- mit Mirjam Kötter und Sebastian Magnus Sonntag: 111 Hagener Fundstücke. Essen 2020.
- mit Dietmar Freiesleben: Hagener Stücke. 111 Objekte aus dem Stadtmuseum. Essen 2017.
- „Hilflos steht man vor all dem Grauen“. Tagebücher aus der Kriegs- und Nachkriegszeit 1943–1948. Essen 2015, ISBN 978-3-8375-1514-5.
- Werdringen. Adelssitz – Wasserschloss – Museum. Essen 2015, ISBN 978-3-8375-1294-6.
- Bitter Ends. Die letzten Monate des Zweiten Weltkriegs im Ruhrgebiet 1944/45. Essen 2014, ISBN 978-3-8375-1192-5.
- mit Tayfun Belgin und Birgit Schulte: Weltenbrand. Hagen 1914. Klartext, Essen 2014, ISBN 978-3-8375-1179-6.
- Ruhrschlacht. Das Ruhrgebiet im Kriegsjahr 1943. Klartext, Essen 2013, ISBN 978-3-8375-0078-3.
- mit Stephanie Marra und Gerhard E. Sollbach: 101 historische Schätze in und um Hagen. Klartext,  Essen 2013, ISBN 978-3-8375-0871-0.
- herausgegeben mit Michael Baales und Jörg Orschiedt: Archäologie in Hagen. Eine Geschichtslandschaft wird erforscht. Klartext, Essen 2010, ISBN 978-3-8375-0423-1.
- Hagen im Zweiten Weltkrieg. Bombenkrieg, Kriegsalltag und Rüstung in einer westfälischen Großstadt. Klartext, Essen 2008, ISBN 978-3-8375-0009-7.
- mit Stephanie Marra und Gerhard E. Sollbach: Hagen. Geschichte der Großstadt und ihrer Region. Klartext, Essen 2008, ISBN 978-3-89861-893-9.
- mit Gerhard E. Sollbach: Das Revier im Visier. „Heimatfront“ und Bombenkrieg im Ruhrgebiet 1939–1945. Lesezeichen, Hagen 2005, ISBN 3-930217-69-4.

Auswahl von wichtigen Beiträgen in Sammelbänden und Fachzeitschriften
- Caspar Butz (1825–1885). Redakteur – Revolutionär – Republikaner. In: Felix Gräfenberg (Hrsg.): 1848/49 in Westfalen und Lippe. Biografische Schlaglichter aus der revolutionshistorischen Peripherie, Münster 2023 (= Veröffentlichungen der Historischen Kommission für Westfalen. NF 48), S. 635–681.
- Fragmente der Heimatfront. Erinnerungsort Bombenkrieg. In: Stefan Berger, Ulrich Borsdorf, Ludger Claßen, Heinrich Theodor Grütter, Dieter Nellen (Hrsg.): Zeit-Räume Ruhr. Erinnerungsorte des Ruhrgebiets, Essen 2019, S. 788–804.
- Westfälische Museen und der Nationalsozialismus. In: Landschaftsverband Westfalen-Lippe (LWL), LWL-Museumsamt für Westfalen (Hrsg.): Die Geschichte der Dinge. Zur Herkunft der Objekte in nordrhein-westfälischen Sammlungen, Münster 2020, S. 22–35.
- (zus. mit Stephanie Marra): Synagogen-Hauptgemeinde Hagen. In: Frank Göttmann (Hrsg.): Historisches Handbuch der jüdischen Gemeinschaften in Westfalen und Lippe. Die Ortschaften und Territorien im heutigen Regierungsbezirk Arnsberg, Münster 2016, S. 355–372.
- The Battle of the Ruhr, 1943. Aerial Warfare against an Industrial Region. In: Labour History Review. Bd. 70 (2012), S. 35–48.
- Zerstört und vergessen? Hagen, das Ruhrgebiet und das Gedächtnis des Krieges. In: Jörg Arnold, Dietmar Süß, Malte Thießen (Hrsg.): Luftkrieg. Erinnerungen in Deutschland und Europa. Wallstein, Göttingen 2009, ISBN 978-3-8353-0541-0, S. 162–182.
- Wartime Daily Life and the Air War on the Home Front. In: Germany and the Second World War. Bd. 9/1, Clarendon, London 2008, ISBN 978-0-19-928277-7, S. 370–476.
- Energie für die „Vergeltung“. Die Accumulatoren Fabrik AG Berlin-Hagen und das deutsche Raketenprogramm im Zweiten Weltkrieg. In: Militärgeschichtliche Zeitschrift. Bd. 66 (2007), S. 101–118.
- Kriegsalltag und Luftkrieg an der „Heimatfront“. In: Die deutsche Kriegsgesellschaft 1939 bis 1945 (= Das Deutsche Reich und der Zweite Weltkrieg. Bd. 9). Teilbd. 1: Politisierung – Vernichtung – Überleben. Hrsg. im Auftrag des Militärgeschichtlichen Forschungsamtes von Jörg Echternkamp. DVA, München 2004, ISBN 3-421-06236-6, S. 357–461.
- Die Kriegsendphase an Rhein und Ruhr 1944/1945. In: Bernd-A. Rusinek (Hrsg.): Kriegsende 1945. Verbrechen, Katastrophen, Befreiungen in nationaler und internationaler Perspektive (= Dachauer Symposien zur Zeitgeschichte. Bd. 4). Göttingen 2004, ISBN 3-89244-793-4.
- Jörg Friedrich. Der Brand – Deutschland im Bombenkrieg. Eine kritische Auseinandersetzung. In: Militärgeschichtliche Zeitschrift. Bd. 63 (2004), H. 1, S. 175–186.
- Albert Hoffmann als Reichsverteidigungskommissar im Gau Westfalen-Süd, 1943–1945. Eine biografische Skizze. In: Beiträge zur Geschichte des Nationalsozialismus. Bd. 17 (2001), S. 189–210.
- Neuere Geschichte und Zeitgeschichte. In: Stuart Jenks, Stephanie Marra (Hrsg.): Internet-Handbuch Geschichte (= UTB. Bd. 2255). Böhlau, Köln/Weimar/Wien 2001, ISBN 3-8252-2255-1, S. 91–115.
- Ersatzbeschaffung durch „Beutemachen“. Die „M-Aktionen“ – ein Beispiel nationalsozialistischer Ausplünderungspolitik. In: Alfons Kenkmann, Bernd-A. Rusinek (Hrsg.): Verfolgung und Verwaltung. Die wirtschaftliche Ausplünderung der Juden und die westfälischen Finanzbehörden. Villa ten Hompel/Oberfinanzdirektion, Münster 1999, ISBN 3-00-004973-8, S. 87–101.
- Die Stadt Dortmund im Bombenkrieg. In: Gerhard E. Sollbach (Hrsg.): Dortmund. Bombenkrieg und Nachkriegsalltag 1939–1948. Mit einer Einleitung von Hans Mommsen. Lesezeichen, Dortmund 1996, ISBN 3-930217-12-0, S. 15–55.

## Filme
Als Historiker arbeitete Blank an mehreren TV-Produktionen mit, darunter für die BBC, die ARD und den WDR, bekannt geworden ist er besonders durch mehrere ausführliche Kommentare in der mit verschiedenen Preisen ausgezeichneten NDR-Dokumentation:
- Das Schweigen der Quandts. Dokumentation, 60 Min., Produktion: NDR, Erstsendung, ARD, 30. September 2007, 23:30 h. Am 22. November 2007 wurde ab 21.15 Uhr eine 90-minütige Langfassung der Dokumentation im NDR gesendet.[2][3]